# Amada-Gaza
Amada-Gaza ist eine Ortschaft in der Präfektur Mambéré im Westen der Zentralafrikanischen Republik. Amada-Gaza ist die Hauptstadt der gleichnamigen Unterpräfektur, die im Westen der Präfektur Mambéré liegt. In dem Ort leben etwa 4100 Menschen.

## Lage und Verkehr
Amada-Gaza liegt in einer Entfernung von etwa 60 Kilometern zur Grenze zu Kamerun. Die nächsten Orte sind das etwa 70 Kilometer östlich liegende Senkpa-Mbaéré, die etwa 95 Kilometer östlich liegende Hauptstadt der Präfektur, Carnot, das etwa 60 Kilometer westlich gelegene Gbitti in Kamerun und das etwa 80 Kilometer südlich gelegene Nassole an der Nationalstraße 6. Alle Straßen der Region sind nicht befestigt.
Die Gewässer der Region fließen über den Boumbé II und den Sangha in den Kongo.

## Bevölkerung und Lebensumstände
Bei einer Schätzung im März 2015 lebten etwa 4100 Menschen in Amada-Gaza, davon 800 Binnenflüchtlinge. Bis Anfang 2014 waren es noch über 6000 Einwohner gewesen. Grund ist die Flucht der muslimischen Einwohner aufgrund der Spannungen im Zuge des Bürgerkriegs. Da die muslimische Bevölkerung einen großen Anteil an wirtschaftlicher Tätigkeit haben, kam es nach der Abreise der Muslime zum Schließen von Geschäften und unzureichender Versorgung mit Lebensmitteln.
Die Versorgung der Bevölkerung mit Trinkwasser ist vollkommen unzureichend, die Bevölkerung nutzt jede Art von Quellen, die unterschiedlich stark verschmutztes Wasser enthalten, was zu einer hohen Inzidenz von Magen-Darm-Entzündungen führt, besonders in der Regenzeit. Für fast die Hälfte der Bevölkerung sind diese Quellen zudem mehr als 500 Meter entfernt. Die Ernährung der Bevölkerung besteht hauptsächlich aus Maniok, Gemüse, Blättern und in geringerem Maße aus geräuchertem Fleisch. Maniok wird in Subsistenzwirtschaft angebaut, außerdem werden Nahrungsmittel durch Jagd und Fischfang gewonnen.

## Wirtschaft
Neben der Landwirtschaft, Jagd und Fischfang leben Teile der Bevölkerung von artisanalem Bergbau oder arbeiten als Tagelöhner.

## Einrichtungen
Es gibt zwei Gesundheitsstationen, eine staatliche und eine private. Häufige Krankheiten sind Malaria und Infektionskrankheiten. Außerdem gibt es eine Schule in Amada-Gaza. Der Anteil der Kinder, besonders der Mädchen, die in die Schule gehen, ist jedoch nur gering.

## Bürgerkrieg seit 2012
Während des Bürgerkrieges, der 2012 begann, kam es in Amada-Gaza zu Kämpfen. Im August 2013 besetzte die muslimisch geprägte Séléka-Miliz die Stadt und plünderte von dort aus in den Ortschaften der Region, weshalb ein Teil der Bevölkerung sich im Wald versteckte. Nachdem die Séléka Ende Januar 2014 in Richtung Westen abgezogen war, übernahm die christlich-animistisch geprägte Anti-Balaka die Kontrolle über die Region. Sie machten Straßensperren, schikanierten die Bevölkerung und plünderten die Häuser der muslimischen Bewohner. Im gleichen Monat fielen bewaffnete Fulbe in dem 40 Kilometer südlich von Amada-Gaza gelegenen Dorf Nao ein, töteten drei Personen, brannten drei Häuser ab und plünderten Geschäfte. Ähnliche Angriffe wiederholten sich in zwei weiteren nahegelegenen Dörfern. Diese Angriffe führten zu Fluchtbewegungen nach Amada-Gaza. Die Flüchtlinge ließen sich zu einem großen Teil in den Häusern nieder, die den ehemaligen muslimischen Bewohnern gehört hatten.
Bei Amada-Gaza wurde 2014 die französische Fotografin Camille Lepage getötet.